# 1730年の相撲
1730年の相撲（1730ねんのすもう）は、1730年の相撲関係のできごとについて述べる。

## 興行
- 4月場所（大坂相撲）[1]
  - 興行場所:大坂堀江
  - 5月24日（旧4月8日）より興行